# Edward O. Thorp
Edward Oakley Thorp (Chicago, 14 agosto 1932) è un matematico statunitense.

## Biografia
Dopo aver ottenuto il master in fisica e completato il dottorato in matematica all'Università della California a Los Angeles, Thorp cominciò a tenere delle conferenze sulla finanza quantitativa (preludio al suo grande successo personale in borsa) e diventò professore di matematica presso il Massachusetts Institute of Technology. Quando era un impiegato della IBM, ha utilizzato la IBM 704 per prima scoprire e poi dimostrare la ragione per cui il Blackjack non è un semplice gioco d'azzardo.

## Beat the Dealer
Nel suo libro Beat the Dealer, pubblicato negli Stati Uniti d'America nel 1962, Thorp spiega in dettaglio come un giocatore di Blackjack può vincere matematicamente contro il croupier. La tecnica presentata nel libro è una vera e propria guida sul sistema "della carta che vale 10"; sistema che permette di ottenere un vantaggio in molti sistemi di conteggi delle carte.